# Maternidad sin hombres
Maternidad sin hombres es una película de Argentina filmada en blanco y negro dirigida por Carlos Rinaldi sobre el guion de Ulyses Petit de Murat que se estrenó el 7 de noviembre de 1968 y que tuvo como protagonistas a Ernesto Bianco, Yayi Cristal, Perla Santalla y Virginia Lago.

## Sinopsis
La historia de varias mujeres que llegan en condiciones penosas a la maternidad.

## Reparto
- Ernesto Bianco
- Yayi Cristal
- Perla Santalla
- Virginia Lago
- Luis Medina Castro
- Mario Soffici
- Irma Córdoba
- Francisco de Paula
- Luis Brandoni
- Nina Pontier
- Soledad Marcó
- Roberto Airaldi
- Paquita Más
- Ricardo Castro Ríos
- Golde Flami
- Alberto Mazzini
- Linda Peretz
- Graciela Pal
- Antonia Herrero
- Nelly Panizza

## Comentarios
Para la revista Gente la película es:

”Un buen film con mensaje importante.”

La Nación opinó:

”El film intenta ser…un testimonio de…aspectos sórdidos de la realidad social a la vez que un alegato sobre la necesidad de intensificar el apoyo…a la numerosa legión de mujeres…al margen de toda relación matrimonial.”

Manrupe y Portela escriben:

”Aburrido intento de acercamiento a un tema social.”